# Cushman & Wakefield
Cushman & Wakefield (C&W) — международная консалтинговая компания, оказывающая услуги по ключевым направлениям, охватывающими все сектора коммерческой недвижимости. Компания имеет примерно 400 офисов в 60 странах, насчитывает более чем 53 000 сотрудников и имеет более чем 4,1 млрд квадратных метров активов под управлением. Это одна из компаний «большой тройки», оказывающих услуги в сфере коммерческой недвижимости, наряду с CBRE и JLL. Выручка C&W в 2021 году составила 9,4 млрд долларов США. Штаб-квартира компании находится в Чикаго (США, штат Иллинойс). 

## История
31 октября 1917 года в Нью-Йорке Джон Клайдсдейл Кушман (J. Clydesdale Cushman), сын крупного нью-йоркского риэлтора, и его шурин Бернард Уэйкфилд (Bernard Wakefield) основали свою собственную компанию, назвав её Cushman & Wakefield. Новая организация стала одной из первых, предложивших владельцам коммерческой недвижимости услуги по управлению их собственностью. К 1922 году C&W управляла несколькими зданиями в Среднем Манхэттене. Ей удалось пережить Великую депрессию 1930-х годов, а строительный бум 1940-х годов создал новые возможности для компании, в частности, она участвовала в подготовке земельного участка для строительства комплекса зданий ООН. В 1960-е годы Cushman & Wakefield начала национальную экспансию, создав сеть офисов в США.
В 1969 году медиаконгломерат RCA приобрёл Cushman & Wakefield, а в 1976 году продал свою долю Rockefeller Group. В 1989 году мажоритарным акционером Rockefeller Group стала Mitsubishi Estate.
В 1990 году C&W вышла на европейский рынок, купив британскую компанию Healey & Baker, созданную в Лондоне в 1820 году Джорджем Хили, который занимался арендой жилья на землях короны на востоке и севере Regent's Park в то время, когда строилась Regent Street. В 1910 году к фирме Хили присоединился Джордж Генри Бейкер, став партнёром. В 1920 году, когда фирма уже называлась Healey&Baker, она начала заниматься коммерческой недвижимостью.
В 1994 году было создано глобальное партнерство C&W с рядом фирм по оказанию услуг в сфере коммерческой недвижимости в США, Европе, Азии, Южной Америке, Мексике и Канаде.
В 2001 году C&W приобрела Cushman Realty Corporation (CRC), основанную в 1978 году в Лос-Анджелесе (США, штат Калифорния), тем самым расширив своё присутствие на Западном побережье и Юго-Западе США, в результате чего основатели CRC Джон К. Кушман III и Луис Б. Кушман вернулись в фирму, основанной их дедом Джоном Клайдсдейлом Кушманом и двоюродным дедом Бернардом Уэйкфилдом. Джон С. Кушман стал председателем совета директоров и заместителем председателя Луиса Б. Кушмана.
В 2002 году была запущена программа Cushman & Wakefield Alliance, которая должна была расширить возможности по обслуживанию клиентов на рынках США, где не было офисов компании.
В 2006 году IFIL (ныне Exor), холдинговая компания семьи Аньелли, приобрела приблизительно 70-процентную долю в C&W, став её мажоритарным акционером.
В 2000-х годах Cushman & Wakefield провела серию приобретений, в частности, купив Sonnenblick Goldman (Нью-Йорк), Alston Nock (Англия), Stiles & Riabokobylko (Россия), Royal LePage Commercial (Канада), а также долю бразильской компании Semco в совместном предприятии, созданной обеими компаниями ещё в 1994 году.
В 2015 году европейская компания по оказанию услуг в сфере недвижимости DTZ при поддержке американской инвестиционной компании TPG Capital с целью создания одной из крупнейших в мире компаний на рынке недвижимости приобрела Cushman & Wakefield Inc. за $2 млрд. 1 сентября 2015 года Cushman & Wakefield и DTZ объединились. На момент объединения доход обеих компания составлял $5 млрд долларов, в них насчитывалось 43 000 сотрудников, под управлением которых находилось примерно 400 млн кв. метров коммерческой недвижимости, приносивших своим владельцам ежегодно более $191 млрд дохода от арендной платы. После объединения новая компания стала лидером на двух десятках рынков США. Весной 2005 года Cushman & Wakefield продала MetLife Building на Парк-авеню за 1,72 млрд долл. За всю историю Нью-Йорка ни одно здание не было куплено по столь высокой цене.
В 2007 году Cushman & Wakefield была назначена эксклюзивным лизинговым агентом для сдачи площадей в строящемся здании One World Trade Center. Небоскреб откроется на Манхэттене в конце 2013 года и будет включать помещения общей площадью более 280 тыс. м². В 2011 году Cushman & Wakefield заключила с компанией Condé Nast договор на аренду офисов общей площадью более 90 тыс. м².
В том же году Cushman & Wakefield участвовала в сделке, в ходе которой корпорация Google приобрела в Дублине два здания стоимостью 100 млн евро. Это самая крупная продажа в этом городе с 2007 года.
Также в 2011 в Сингапуре с помощью Cushman & Wakefield за 715 млн долл. было продано офисное здание Capital Square площадью 35 860 м². Затем компания представляла Nomura Holdings, которая арендовала помещения площадью более 80 тыс. м² в Worldwide Plaza на Манхэттене. Наконец, самой крупной сделкой 2011 года стала сдача в аренду офисов общей площадью более 100 тыс. м² в Хьюстоне.
2012 год ознаменовался тем, что Cushman & Wakefield занималась продажей 50-этажного здания One Court Square площадью почти 140 тыс. м², расположенного в Нью-Йорке. Клиентами выступила группа частных инвесторов.
В настоящее время объединённая компания работает под брендом Cushman & Wakefield, около 90 % акций принадлежат группе инвесторов, в которую входят американская инвестиционная компания TPG Capital, один из крупнейших в Азии альтернативных инвестиционных фондов PAG Asia Capital и канадский пенсионный фонд OTPP.
В июне 2018 года Cushman & Wakefield подала форму S1 в Комиссию по ценным бумагам и биржам США и вышла листинг на Нью-Йоркскую фондовую биржу NYSE.

## Услуги
Направление деятельности компании включает в себя управление портфелями активов, инвестициями и строительными проектами, лизинг, рынки капиталов, оценку, брокеридж, куплю-продажу недвижимости, стратегический консалтинг, организацию рабочего пространства, исследование и аналитику рынков, и другие услуги. Компания работает в трех сегментах: Америка; Европа, Ближний Восток и Африка (EMEA) и Азиатско-Тихоокеанский регион (APAC). 